# ジェームズ・ポーター (外交官)

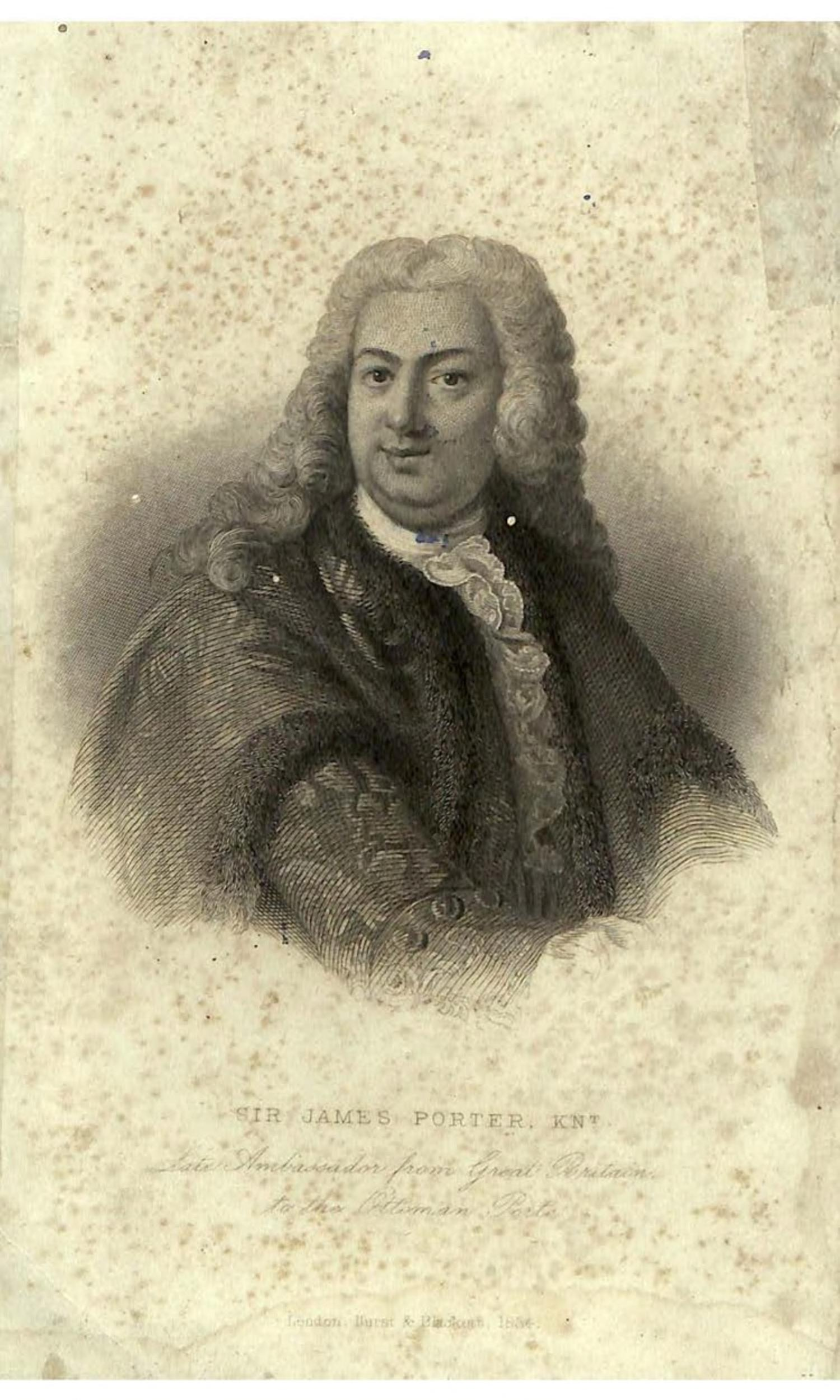
サー・ジェームズ・ポーター

サー・ジェームズ・ポーター（英語: Sir James Porter FRS、1710年 – 1775年12月9日）は、グレートブリテン王国の外交官。1746年から1762年まで在オスマン帝国イギリス大使を、1763年から1765年まで在ブリュッセルイギリス全権公使を務めた。外交官を務める傍ら、科学への興味も持ち、コンスタンティノープルで地震と金星観測の記録を書いて『フィロソフィカル・トランザクションズ』誌に寄稿した。

## 生涯
1710年、ダブリンで生まれた。父はジェームズ2世の軍で騎兵大尉を務めており、ジェームズ2世がウィリアマイト戦争で敗れると姓をラ・ロッシュ（La Roche）からポーターに改めた。母はイザイエ・ドービュ（Isaye Daubuz、1637年 – 1685年、フランスから逃亡したユグノー）の娘であり、1753年1月7日に亡くなった。ポーターはわずかな教育を経てロンドンの商店に身を置き、暇なときに数学を学び、ラテン語に関する知識も得たほか、フランス語とイタリア語を流暢に話すようになった。また、「ロビン・フッド」（Robin Hood）という名前の弁論会に加入した。
友人のリチャード・アダムズ（Richard Adams、後に財務府裁判所判事）により第2代カートレット男爵ジョン・カートレットに紹介されると、カートレットはポーターを密使として度々大陸ヨーロッパに派遣するようになり、1736年12月にモラヴィアでニコラウス・ルートヴィヒ・フォン・ツィンツェンドルフ伯爵を訪れて、伯爵と対談した。1741年にウィーンの宮廷に派遣され、そこで在神聖ローマ帝国イギリス大使トマス・ロビンソンによる、オーストリアとプロイセンの第1次シュレージエン戦争における講和交渉の仲介を手伝った。1742年には再びマリア・テレジアへの特使としてウィーンに派遣され、以降1747年1月頃までウィーンに滞在したとされる。
1746年9月22日、在オスマン帝国イギリス大使に任命された。同年10月11日に信任状を受けた後、1747年2月11日にコンスタンティノープルに到着した。ポーターの到着まで臨時代理大使を務めたスタンホープ・アスピンウォールは引き続き秘書官として大使館で働き、1749年初に辞任した。サー・ウィリアム・ジョーンズによると、ポーターは在オスマン帝国大使としてイギリスの商業利益を守り通したという。
1749年5月11日、王立協会フェローに選出された。1755年から1762年まで王立協会の『フィロソフィカル・トランザクションズ』誌に合計で3回寄稿し、コンスタンティノープルで感じた地震、同地から金星を観測した記録について記述した。
1761年5月にヘンリー・グレンヴィルが在オスマン帝国大使に任命された後、グレンヴィルは1762年2月21日にコンスタンティノープルに到着、ポーターは同年5月24日にコンスタンティノープルを離れた。
1763年5月7日、在ブリュッセルイギリス全権公使に任命された。その後、準男爵への叙爵打診を受けたが、これを断ったという。その代わり、同年9月21日に騎士爵に叙された。その後、同年10月12日に信任状を受け、28日にブリュッセルに到着した。在ブリュッセル公使を2年ほど務めた後、公使としての出費が高すぎると考え、1765年に辞任して、同年12月にブリュッセルを離れた。
辞任以降はロンドンとハム（Ham）で生活して、科学と文学に没頭した。1768年に王立協会会長への就任を打診されたが、会長になれるほどの貢献がないと感じ、また会長としての生活様式ができるほどの財産がないとの理由により辞退した。同年にオスマン帝国の宗教、法律、政府に関する著作Observations on the Religion, Law, Government, and Manners of the Turks（1768年初版、ロンドン、八折り判、2巻）を出版、1771年にイギリスとオスマン帝国の貿易史に関する記述を追加した第2版を出版した（1771年第2版、ロンドン、八折り判）。
1776年12月9日、ロンドンのグレート・マールバラ・ストリートで死去した。

## 家族
1755年、在オスマン帝国オランダ大使エルベルト・デ・ホヘピエド（Elbert de Hochepied）男爵の長女クラリッサ・キャサリン（Clarissa Catherine）と結婚、2男3女をもうけた。
- ジョージ・エルバート（George Elbert、1756年） - 夭折
- アンナ・マーガレッタ（英語版）（1758年4月4日 – 1832年3月4日） - ジョン・ラーペント（英語版）と結婚、子供あり
- ジョージ（1760年4月23日 – 1828年3月25日） - 第6代デ・ホヘピエド男爵、庶民院議員。1802年9月1日、ヘンリエッタ・グローヴナー（Henrietta Grosvenor、初代グローヴナー伯爵リチャード・グローヴナーの未亡人、ヘンリー・ヴァーノンの娘）と結婚、子供なし
- ソフィア・アルベルティニ（Sophia Albertini） - 生涯未婚
- クラリッサ・キャサリン（Clarissa Catherine、1764年12月 ブリュッセル – 1833年4月7日） - 1798年1月5日、ジェームズ・トレイル（James Trail）と結婚